# 한국투자파트너스
한국투자파트너스 주식회사는 한국투자금융지주 계열의 사모펀드 벤처 캐피탈이다.

## 역사 및 현황
1986년 한신기술개발금융이란 사명으로 설립되었으며,2005년 8월 동원창업투자㈜에서 현재의 사명으로 변경하였다.

## 투자
싱가포르와 미국에 스타트업 투자 펀드를 각각 600억원, 1200억원 규모로 결성하여 동남아와 미국에서 ICT 기반 기업에 직접 투자할 계획이다.
 2024년 상반기 21건의 스타트업 투자 건수에 투자금액은 631억 3,000만원으로 1위를 차지했다.

## 실적
바이오기업 포트폴리오의 평가 손실로 인해 2024년 3분기까지 매출 397억 원, 순손실 329억 원의 적자를 기록하였다.

## 논란
대표이사가 징역형 선고 및 집행유예 중인 만나코퍼레이션에 수백억대 투자를 결정하여 투자 검증 시스템에 대한 비판이 존재한다.

## 투자 기업
- 몰로코[10]
- 강남언니